# Маленькие картинки (в дороге)
«Ма́ленькие карти́нки (в доро́ге)» — очерк Фёдора Достоевского, опубликованный в 1874 году в сборнике «Складчина».

## Сборник «Складчина»
Очерк написан в связи с предложением Достоевскому принять участие в создании петербургскими литераторами коллективного благотворительного сборника «Складчина», вырученные средства от которого предназначались для пострадавших от голода в Самарской губернии в 1873 году. Инициативная группа писателей собралась 15 декабря на квартире деятеля Литературного фонда В. П. Гаевского и предложила идею писательской помощи голодающим самарским крестьянам. Состоялось три организационных собрания, в которых многие приняли участие лично, а некоторые впоследствии изъявили своё желание присоединиться к участию в общем деле. Готовность к безвозмездному печатанию сборника вызвались типографии Балашова, Безобразова, Вольфа, Глазунова, Котомина, Майкова, Меркульева, Сущинского, Траншеля и Товарищества Общественной пользы. Готовность участвовать в пожертвовании изъявили Варгунины, сделавшие значительную скидку на бумаги для печати десяти тысяч экземпляров сборника.
Был утверждён оргкомитет, в чьи функции вошло издание и редактирования сборника, получившего название «Складчина». В него вошли Н. А. Некрасов, А. А. Краевский, А. В. Никитенко, В. П. Мещерский (казначей), И. А. Гончаров.
Гончаров занимался отбором и чтением рукописей, перепиской с участниками сборника. Сохранились подробные письма его в оргкомитет «Складчины» с рецензиями на присланные материалы, показывающие значительный редакторский и организаторский вклад Гончарова, отношение к своим издательским, в том числе, и к цензорским обязанностям. Его роль в публикации «Маленьких картинок» первостепенна, поскольку по причине его вмешательства Достоевский отошёл от первоначального плана очерка. 11 января 1874 года в письме А. А. Краевскому, председателю Комитета по изданию «Складчины», Достоевский откликнулся на просьбу редакционного комитета и намеревался передать очерк не ранее 1 февраля. Но в начале февраля он передал Гончарову только первую половину очерка. В связи с публикацией «Маленьких картинок» между Достоевским и Гончаровым завязалась интенсивная переписка, однако февральские письма Достоевского не сохранились, до нас дошли лишь два мартовских письма.

## Спор Достоевского и Гончарова
Из этих писем явствует различный эстетический подход и творческие принципы двух писателей. В письме от 11 февраля 1874 года Гончаров так отозвался о первой половине очерка: «Вы, конечно, без моей критики очень хорошо знаете, как своеобразны, умны и верны характеристические заметки о наших путешественниках, служащие интродукцией к Вашим „Маленьким картинкам“. Они одни могли бы сами по себе составить капитальное приношение в „Складчину“». Гончаров выделял «тонкий и меткий» характер «приживальщика больших домов». Однако, обращаясь к своей «скучной обязанности цензора», редактор «Складчины» выразил своё сомнение в целесообразности описания персонажа «священника-ухаря», который, по отзыву Гончарова, представлен «так резко и зло, что впадает как будто в шарж, кажется неправдоподобен». Из следующего письма Гончарова Достоевскому явствует, что Достоевский вступился за образ современного священника, мотивируя его тем, что «зарождается такой тип».
В свою очередь, Гончаров оспорил типичность такого образа 

«…если зарождается, то еще это не тип. Вам лучше меня известно, что тип слагается из долгих и многих повторений или наслоений явлений и лиц — где подобия тех и других учащаются в течение времени и, наконец, устанавливаются, застывают и делаются знакомыми наблюдателю. Творчество (я разумею творчество объективного художника, как Вы, например) может явиться только тогда, по моему мнению, когда жизнь установится, с новою, нарождающеюся жизнию оно не ладит: для неё нужны другого рода таланты, например Щедрина. Вы священника изображали уже не sine ira <без гнева (лат.)>… здесь художник уступил место публицисту»— И. А. Гончаров, Собрание сочинений, тт. I—VIII. Гослитиздат, М., 1952—1955. Т. VIII, стр. 457—458.
Гончаров высказал Достоевскому свои цензурные опасения, но предложил ему самостоятельно решать вопрос о том, как публиковать «Маленькие картинки» — «с попом» или без него. В следующем письме от 14 февраля спор двух писателей о типическом в литературе продолжился. Соглашаясь с оппонентом в том, что изображаемый Достоевским священник мог иметь реальный прообраз, Гончаров настаивал на шаржированности данного персонажа: «…его могут принять за шарж потому единственно, что он один зараз носит на себе все рубцы, которые нахлестал нигилизм, с одной стороны (он и курит непомерно, и чертей призывает, и хвалит гражданский брак), он же — с другой стороны — и франт, весь в брелоках, цепочках, опрыскан духами и напоминает французского модного аббата бурбоновских времен». Аргумент Достоевского о том, что образ священника не является шаржем или выдумкой, а лишь фотографией, не убедил Гончарова: «в том именно и заключается причина, что из него не вышло <…> типа».

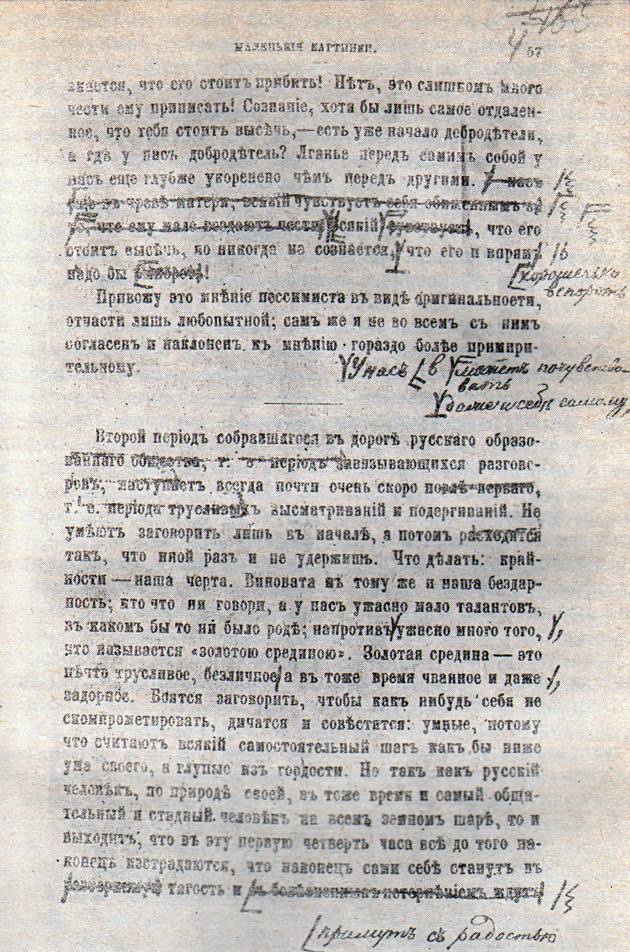
Страница корректуры сборника «Складчина» с авторской правкой. 1874 г.

Пока шла переписка писателей, И. А. Гончаров рекомендовал Комитету «Складчины» первую половину очерка «Маленькие картинки»: «Это ряд маленьких очерков, умных, оригинальных, талантливых. Тут только одна половина. Автор другую половину обещает прислать через два или три дня, в субботу». Спустя две недели Гончаров отправил в Комитет сборника вторую половину очерка. В нём отсутствовал фрагмент о священнике (этот фрагмент частично сохранился до настоящего времени как отрывок белового автографа) — видимо, писателям удалось договориться о сокращении текста. В сохранившемся фрагменте (меньше половины текста о священнике) присутствует образ учителя (вызвавший похвалы Гончарова), своеобразно осуждающий постоянно чертыхающегося священника-нигилиста: («…если не можешь без чёрта, зачем шёл в священники?») В то же время учитель защищал право священника курить «из протеста», несмотря на то, что курение лиц, облечённых духовным саном не приветствовалось, поддерживал священника в одобрении им гражданского брака («что касается до этого, он был совершенно прав, потому что говорил истину <…> и это даже его первая и святая обязанность в его положении»).
В марте Достоевский ещё дважды письменно обращался к Гончарову по поводу очерка «Маленькие картинки»: в письме от 7 марта он попросил прислать ему корректуру сборника, а в 20 числах марта заметил Гончарову, что его имя было пропущено в газетном объявлении о выходе «Складчины». Сам сборник был напечатан в конце марта 1874 года. В него вошли произведения 48 писателей самых разных направлений, объединённых идеей «на нейтральной почве <…> соединить общие свои усилия в одном бескорыстном желании помочь нуждающимся». Среди авторов сборника значились имена М. Е. Салтыкова-Щедрина, И. С. Тургенева, А. К. Толстого, Н. А. Некрасова, А. А. Потехина, А. Н. Островского, А. Н. Плещеева, П. И. Вейнберга, П. Д. Боборыкина, А. Н. Апухтина, И. Ф. Горбунова и многих других.

## Сборник «Складчина» и очерк «Маленькие картинки» в критике
По свидетельству комментаторов Достоевского, сборник «Складчина» получил положительные отзывы в печати. Газета «Голос» в анонимном фельетоне «Литература и жизнь» расценивала его появление как «крупное литературное событие». Похвал газеты удостоились многие произведения сборника, в том числе и очерк Достоевского: 

Г-н Достоевский дал „Маленькие картинки (в дороге)“, так сказать, интимную беседу талантливого автора с читателем о путешествиях по железной дороге и на пароходах, а также и о пассажирах. В этих беседах есть очень остроумные замечания и меткая наблюдательность <…>, за малыми исключениями сборник составлен хорошо, и читатели найдут в нём разнообразное чтение. Вообще связь литературы с жизнью, обнаружившаяся „Складчиной“ и вызванная голодом в Самарской губернии, доказала, как мне кажется, осязательно, что наши литературные силы еще велики и состояние современной литературы могло бы быть блестящим.— «Голос», «Литература и жизнь», 1874, 28 марта, № 87
.
Другая петербургская либеральная газета «Санкт-Петербургские ведомости» также откликнулась анонимной статьёй «Новые книги». По её мнению, идея сборника: «наглядно свидетельствует о том, что при всей розни, существующей в среде различных деятелей различных литературных партий, между ними обнаруживается солидарность в одном пункте — в сочувствии нуждам народа». Остановившись подробно на анализе очерка Достоевского, рецензент отметил: 

Очерк г-на Достоевского „Маленькие картинки“ может служить блистательным примером того, как крупный талант даже из самого избитого и обыкновенного сюжета способен сделать интересную и яркую вещь. В „Маленьких картинках“ автор набрасывает эскизы дорожных впечатлений, сцен, разговоров, изображает физиономии публики, встречающейся на железной дороге, на пароходе. Что, кажется, может быть старее и невиннее такого сюжета: он заезжан всеми фельетонистами чуть ли не всех стран, веков и народов. А между тем какой интересный очерк вышел у г-на Достоевского, какие характерные „картинки“ сумел он нарисовать, какие типические образы российских дорожных спутников набросал он, как рельефно и ярко, несколькими, по-видимому, небрежно нарисованными фигурами, несколькими небрежно брошенными штрихами выразил он специальную российскую фальшь и мелкоту субъектов так называемого „хорошего общества“, на которых наталкиваешься в дороге. Право, так вот и кажется, что именно с такими спутниками не раз случалось вам путешествовать, именно такого рода „картинки“ вы видели, какие изображены у г-на Достоевского».— «Санкт-Петербургские ведомости», «Новые книги», 1874, 3 апреля, № 90.
Внимание рецензента привлёк разговор «милорда» и генерала: «Не правда ли, эта мастерская „картинка“ нарисована с истинно диккенсовским юмором и так и бьёт в глаза своей живостью; кажется невольно, когда-то, где-то видел и этого „хозяина области“, и милорда, и человечка „со второй ступеньки“, когда-то слышал их беседу. И в таком роде яркими, типическими картинками полон весь очерк г-на Достоевского». Консервативная газета «Русский мир» поместила две пространные статьи о сборнике «Складчина». Автор статей «Очерки русской литературы» В. Г. Авсеенко, скрывшийся за литерами А. О., писал: «успех „Складчины“ вполне заслужен ею помимо даже благотворительной цели, просто в качестве литературного издания <…> в „Складчине“ красуются имена г-д Тургенева, Гончарова, Майкова, г-жи Кохановской; уже одних этих имён совершенно достаточно, чтобы самым законным образом возбудить интерес публики».
Первая статья Василия Авсеенко посвящена поэзии «Складчины», а вторая — прозаическим произведениям. Критик выделил произведение самого редактора «Складчины», И. А. Гончарова — «Из воспоминаний и рассказов о морском плавании», а также «Живые мощи» И. С. Тургенева. Напротив, очерк Достоевского подвергся нелицеприятной критике рецензента: 

„Маленькие картинки“ Достоевского вышли бы, быть может, недурны, если бы автор отнёсся к ним проще. На беду г-н Достоевский почему-то счёл нужным облить их какой-то желчною кислотою, которая производит тем более неприятное впечатление, что настоящего сарказма, здорового юмора в „картинках“ нет вовсе, а есть только судорожное раздражение, неизвестно во имя чего на себя напущенное. Это раздражение заставляет автора подчас говорить совершенные небылицы, например, уверять, что, где бы ни сошлись русские образованные люди, первая мысль у них является: а не вышло бы как-нибудь у них драки! <…> Мы этого совсем не знали, да и теперь остаёмся при убеждении, что есть такие образованные люди, которым и на ум не приходит предположение о драке. Иное дело, если г-н Достоевский разумеет тех образованных русских людей, которыми он наполняет свои романы; те действительно на каждом шагу сыплют друг другу пощёчины, говорят вместо „здравствуйте“ и „до свидания“ — „подлец“ и „мерзавец“, врываются в частные квартиры пьяными бандами, кусают губернаторов за уши, хватают в клубе друга друга за нос и т. под. Но ведь нельзя же свои фантазии переносить на всё образованное русское общество и уверять печатно, что в России люди не собираются без мысли о драке.— А. О. <В. Г. Авсеенко>, «Очерки текущей литературы», «Русский мир», 1874, 12 апреля, № 97.
Рецензента газеты «Новости» Нового критика (под этим псевдонимом скрывался писатель И. А. Кущевский) в целом не впечатлила идея сборника «Складчина». По его мнению, «никаких партий в „Складчине“ не сходилось, <…> желание помочь народу вовсе никого не примирило, как того многие ожидали». В его словах сквозила обида писателя-демократа на литературную иерархию: «литературные генералы и штаб-офицеры уделили лепту из своих произведений по пословице: на тебе, Боже, что нам негоже». Его симпатии удостоился лишь рассказ Тургенева «Живые мощи» и поэзия Некрасова, тогда как «Маленькие картинки» просто упомянуты при перечислении других произведений рецензируемого сборника.